# Alfredo Zibechi
Alfredo Zibechi (Montevideo, 30 ottobre 1894 – 19 giugno 1958) è stato un calciatore uruguaiano, di ruolo difensore.

## Carriera
Con la sua Nazionale vinse una medaglia d'oro alle Olimpiadi del 1924.

## Palmarès

### Club
- Campionato uruguaiano: 6

Nacional: 1919, 1920, 1922, 1923, 1924

### Nazionale
- Campeonato Sudamericano de Football: 3

Argentina 1916, Cile 1920, Uruguay 1924
- Oro olimpico: 1

Parigi 1924